# SPDY
SPDY (pronunciado speedy) é um protocolo de rede deprecado desenvolvido principalmente pela Google para transporte de dados pela internet. Apesar de não ser atualmente um protocolo padrão, o grupo que está desenvolvendo o SPDY está trabalhando em direção a uma padronização cuja última versão é o spdy/4. O SPDY é similar ao HTTP, cujos objectivos são a redução da latência na carga de páginas web e o aumento da segurança ao navegar na internet. O SPDY alcança a redução da latência através da compressão, multiplexação e priorização. O nome não é um sigla, mas um versão reduzida da palavra "speedy" do inglês. SPDY é uma trademark do Google.
Durante todo o processo, os principais desenvolvedores do SPDY estiveram envolvidos no desenvolvimento do HTTP/2, incluindo Mike Belshe e Roberto Peon. Em fevereiro de 2015, o Google anunciou que, após a recente ratificação final do padrão HTTP/2, o suporte ao SPDY seria deprecado, e depois seria retirado. O Google removeu o suporte ao SPDY no Google Chrome 51. A Mozilla o removeu no Firefox 50. A Apple descontinuou a tecnologia no macOS 10.14.4 e no iOS 12.2.

## Design
O objetivo do SPDY é reduzir o tempo de carga de páginas da internet. Isso é conseguido priorizando e multiplexando a transferencia dos sub-recursos da página web para que somente uma conexão por cliente seja necessária. Encriptação TLS é praticamente onipresente nas implementações do SPDY, e a transmissões são comprimidas com gzip ou DEFLATE por design (em contraste ao HTTP, em que os cabeçalhos não são comprimidos). Além disso, o servidor indica ou até mesmo envia conteúdo ao invés de esperar requisições individuais para cada recurso de uma página.

## Desvantagens
- O conteúdo enviado mesmo que já haja cache é um desperdício de banda.
- Software de filtragem que dependem do HTTP não funcionarão mais.

## Uso
O navegador Google Chrome e o Chromium suportam por padrão o SPDY e o utilizam para se comunicar com os serviços do Google, como o Google Search, Gmail, Chrome sync e quando exibindo anúncios do Google. O Google reconhece que o uso do SPDY é habilitado em comunicações entre o Chrome e os servidores do Google que usam SSL. As sessões SPDY podem ser inspecionadas no Chrome na URL especial: chrome://net-internals/#events&q=type:SPDY_SESSION%20is:active
O navegador Silk da Amazon para o Kindle Fire usa o protocolo para se comunicar com o serviço EC2 para a renderização otimizada baseada em cloud. 
A partir da versão 11 do Mozilla Firefox e SeaMonkey V2.8, há suporte ao SPDY, apesar de não habilitado por padrão. O suporte pode ser habilitado através da preferência network.http.spdy.enabled em about:config. O SPDY é habilitado por padrão no Firefox 13. O Firefox 15 adicionou suporte ao SPDY 3. O Firefox 27 adicionou o suporte SPDY 3.1. O Firefox 28 removeu o suporte ao SPDY 2. about:networking (ou o complemento de indicador HTTP/2 e SPDY) mostra se um website usa o SPDY.
Há uma parâmetro de linha de comando para o Google Chrome (--enable-websocket-over-spdy) que habilita uma implementação experimental do WebSocket sobre SPDY.
A partir da versão 12.10 o navegador Opera suporta o protocolo SPDY.
Na versão 11 do Internet Explorer (Internet Explorer 11), foi implementado o suporte ao SPDY versão 3, exceto na versão para Windows 7.